# Montagnac-Montpezat
Montagnac-Montpezat település Franciaországban, Alpes-de-Haute-Provence megyében. Lakosainak száma 405 fő (2022. január 1.). Montagnac-Montpezat Allemagne-en-Provence, Esparron-de-Verdon, Riez, Roumoules, Sainte-Croix-du-Verdon, Saint-Laurent-du-Verdon, Artignosc-sur-Verdon és Baudinard-sur-Verdon községekkel határos.

## Népesség
A település népességének változása:
| Lakosok száma | 185  | 215  | 279  | 399  | 414  | 422  | 424  | 417  | 413  | 405  |
|               | 1968 | 1982 | 1990 | 2006 | 2013 | 2015 | 2017 | 2019 | 2020 | 2022 |